# هیوندای سوناتا
هیوندای سوناتا (به انگلیسی: Hyundai Sonata) در کلاس خودروی اندازه متوسط و با طراحی خودروهای موتور جلو-محور جلو و چهار در سِدان تولید و در سطح جهانی توسط شرکت هیوندای موتور به بازار عرضه شده‌است. این خودرو از سال ۱۹۸۵ تاکنون تولید شده‌است. نسل پنجم، ششم و هفتم هیوندای سوناتا در شرکت آسان موتور ایران به صورت وارداتی عرضه می‌شد.

## هیوندای سوناتا در ایران
نسل دوم هیوندای سوناتا، در اوایل دهه هفتاد وارد کشور شد. این نسل از هیوندای سوناتا که با کد اتاق Y2 شناخته می‌شود، از پلتفرم میتسوبیشی گالانت استفاده می‌کرد و با پیشرانه ۲٫۴ لیتری به بازار عرضه شد.
نسل پنجم هیوندای سوناتا در سال ۲۰۰۶ میلادی (حوالی سال ۱۳۸۴ شمسی) با کد اتاق NF به بازار ایران عرضه شد. در واقع این نسل، اولین نسل سوناتا بود که به صورت انبوه به بازار ایران عرضه شد. این خودرو در ایران از دو پیشرانه ۲٫۴ لیتری ۴ سیلندر ۱۶۲ اسب بخاری و ۳٫۳ لیتری ۶ سیلندر ۲۳۵ اسب بخاری (پیشرانه مشترک با هیوندای آزرا TG) بهره می‌برد که نمونه ۴ سیلندر با دو گیربکس ۵ دنده اتوماتیک و ۵ دنده دستی عرضه شد و نمونه ۶ سیلندر فقط با گیربکس ۵ دنده اتوماتیک به بازار راه یافت. این نسل از هیوندای سوناتا دارای ۴ ستاره ایمنی از مؤسسه euroncap است. در سال ۲۰۰۹ میلادی (حوالی سال ۱۳۸۸ شمسی) این خودرو دست‌خوش فیس لیفت شد و تغییراتی در طراحی داخلی و خارجی آن پدیدار گشت.
چند سال بعد، در سال ۲۰۱۱ میلادی (حوالی سال ۱۳۹۰ شمسی) نسل ششم هیوندای سوناتا با کد اتاق YF که یکی از گرانترین پروژه‌های تاریخ هیوندای به‌شمار می‌رود و طراحی آن بیش از ۳۷۰ میلیون دلار برای هیوندای هزینه برداشته، وارد ایران شد. نسل ششم هیوندای سوناتا از طراحی اسپرتی بهره می‌برد که مملو از حجم‌های اغراقی است. این خودرو، پس از هیوندای توسان LM در واقع، دومین خودرویی است که از زبان طراحی Fluidic Sculpture بهره می‌برد به همین دلیل، بسیاری طراحی آن را انقلابی می‌دانند. هیوندای از پیشرانه Theta II (تتا دو) بر روی سوناتا YF استفاده کرده‌است. این در حالی است که نسل ششم هیوندای سوناتا، دیگر از گیربکس ۵ دنده استفاده نمی‌کند و مجهز به گیربکس ۶ دنده اتوماتیک شده که نسبت به گیربکس ۵ دنده استفاده شده بر روی هیوندای سوناتا NF، بسیار هوشمندتر است.
برخلاف نسل پنجم هیوندای سوناتا، این نسل از هیوندای سوناتا فقط با پیشرانه ۲٫۴ لیتری ۴ سیلندر ۱۷۶ اسب بخاری و گیربکس ۶ دنده اتوماتیک در بازار ایران عرضه شد و خبری از پیشرانه قوی تر نبود.
نسل ششم هیوندای سوناتا، تفاوت‌های بسیار زیادی در بخش آپشن‌های رفاهی با نسل قبلی خود دارد. از آپشن‌های جذاب نسل ششم هیوندای سوناتا می‌توان به سقف پانوراما، تهویه دوال، مموری صندلی، گرمکن صندلی، سردکن صندلی و پدل شیفتر (دنده پشت فرمان) اشاره کرد.
در سال ۲۰۱۳ میلادی نسل ششم هیوندای سوناتا، فیس لیفت شد و تغییراتی جزئی در طراحی داخلی و خارجی آن صورت گرفت. این نسل از هیوندای سوناتا، با داشتن ۶ ایربگ و ۵ ستاره ایمنی از مؤسسه euroncap خودرویی ایمن به‌شمار می‌رود.
نسل هفتم هیوندای سوناتا که با کد اتاق LF در سال ۲۰۱۵ عرضه شد، در سال ۱۳۹۴ و همزمان با عرضه جهانی، به بازار ایران رسید. این نسل از هیوندای سوناتا از طراحی لوکس بهره می‌برد و کیفیت سواری بالاتری نسبت به نسل قبلی خود دارد. همچنین آپشن‌های جذابی به این نسل از هیوندای سوناتا اضافه شده که رادار نقطه کور، یکی از آنهاست. این خودرو با پیشرانه ۳۰۰۰ لیتری ۶ سیلندر و گیربکس ۶ دنده اتوماتیک در ایران عرضه شد. همچنین این نسل از هیوندای سوناتا مانند نسل قبلی، ۵ ستاره ایمنی از مؤسسه euroncap دارد.
در سال ۲۰۱۷ نمونه هیبریدی هیوندای سوناتا به بازار عرضه شد. این خودرو از یک موتور بنزینی ۲ لیتری ۴ سیلندر ۱۵۴ اسب بخاری و یک موتور برقی ۳۸ کیلوواتی استفاده می‌کند. هیوندای سوناتا هیبریدی هم مانند هیوندای سوناتا بنزینی، از ۵ ستاره ایمنی از مؤسسه euroncap بهره می‌برد. در سال ۲۰۱۸ فیس لیفت هیوندای سوناتا هیبرید عرضه شد.

## نگارخانه

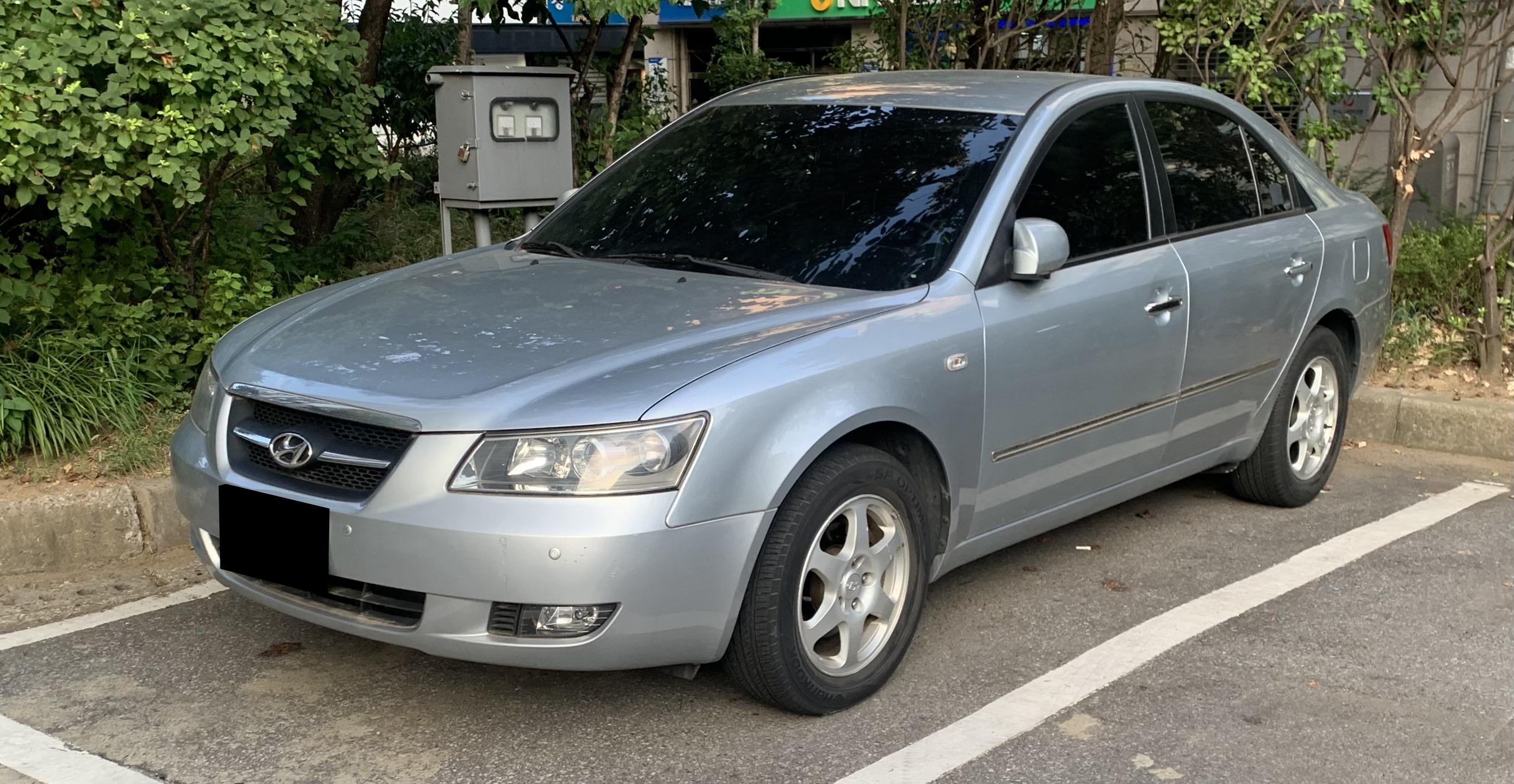
نسل پنجم هیوندای سوناتا ( Hyundai Sonata NF )
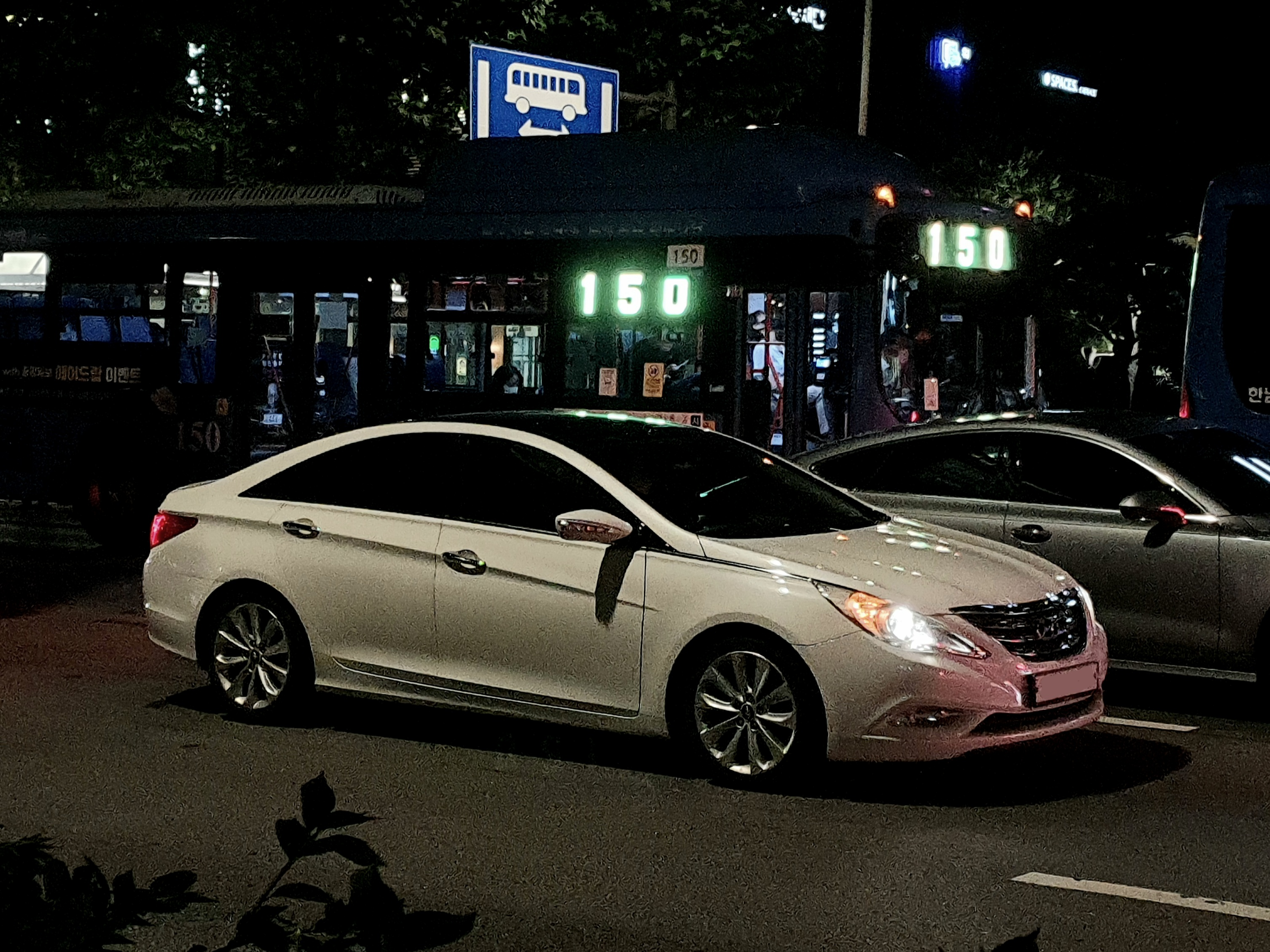
نسل ششم هیوندای سوناتا (  Hyundai Sonata YF )
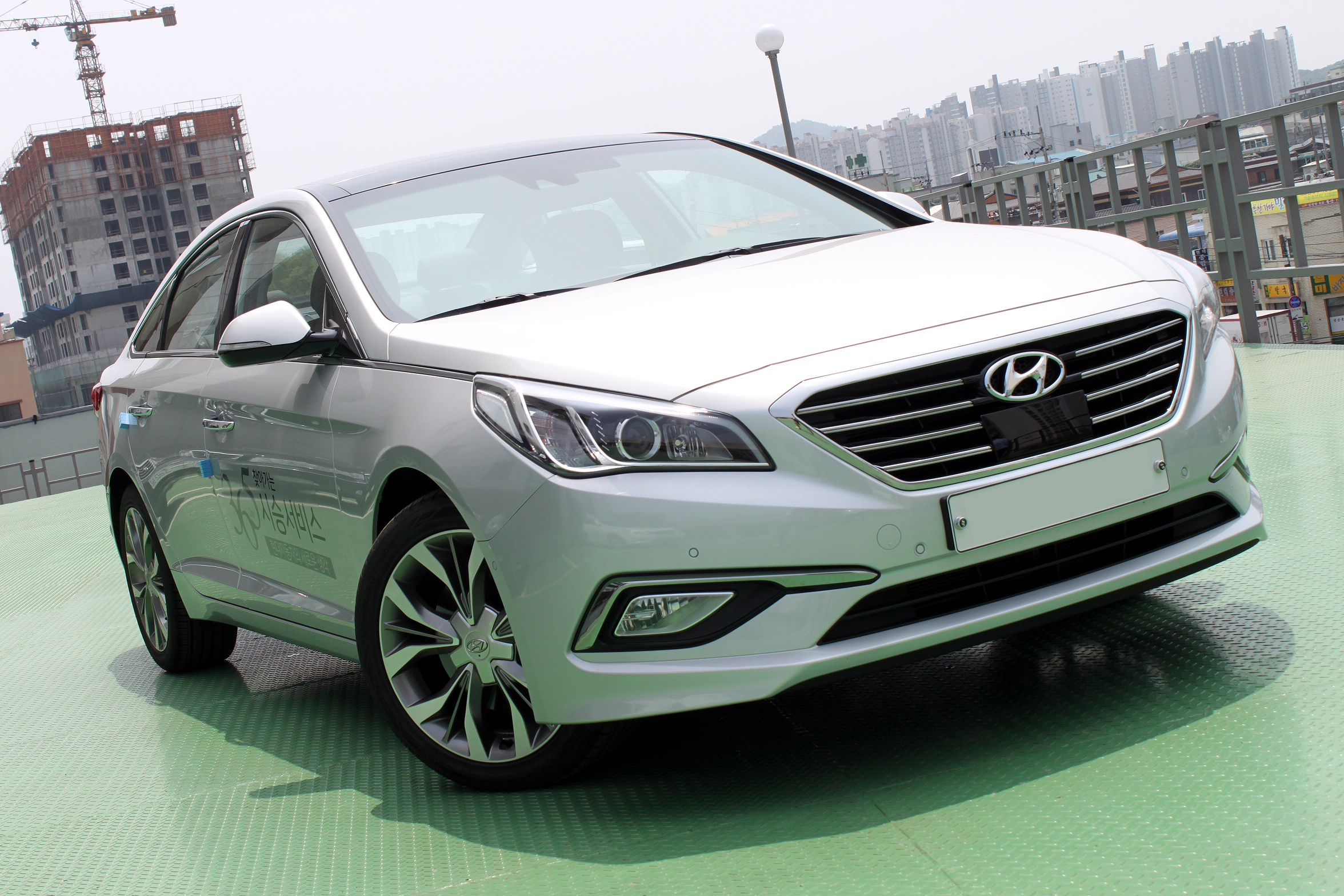
نسل هفتم هیوندای سوناتا ( Hyundai Sonata LF )
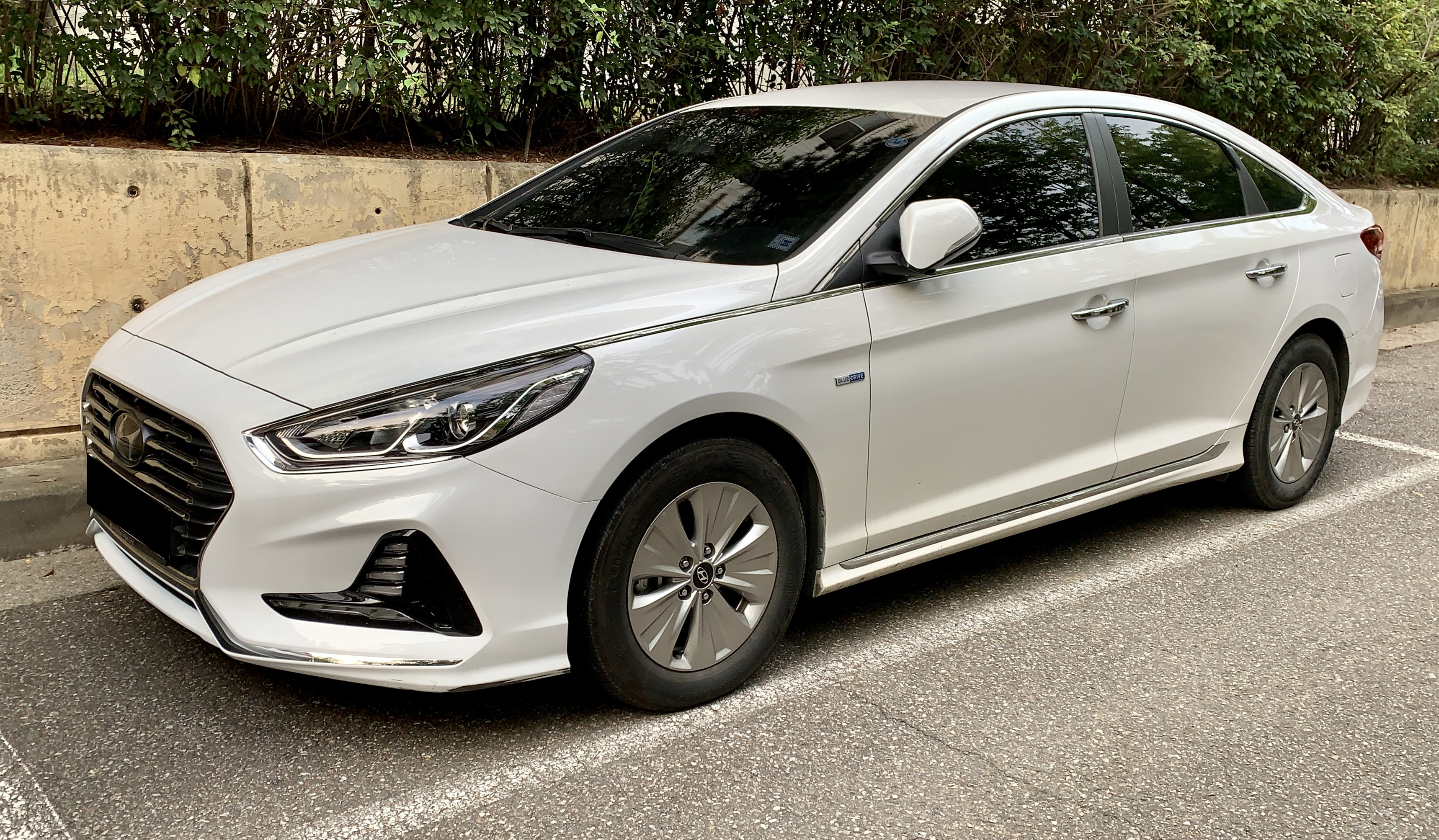
نسل هفتم هیوندای سوناتا هیبرید، فیس لیفت شده در سال ۲۰۱۸ ( Hyundai Sonata LF Hybrid FaceLift )